# تنتوکسین
تنتوکسین (به انگلیسی: Tentoxin) با فرمول شیمیایی C۲۲H۳۰N۴O۴ یک ترکیب شیمیایی با شناسه پاب‌کم ۵۲۸۱۱۴۳ است. که جرم مولی آن ۴۱۴٫۴۹۸ g/mol می‌باشد. 